# (26145) 1994 PG18
A (26145) 1994 PG18 a Naprendszer kisbolygóövében található aszteroida. Eric Walter Elst fedezte fel 1994. augusztus 12-én.